# Ephialtes zirnitsi
Ephialtes zirnitsi là một loài tò vò trong họ Ichneumonidae.